# The Purge (serie de televisión)
The Purge (La noche de la expiación) es una serie de televisión estadounidense de terror basada en la franquicia del mismo nombre. La serie de diez episodios se estrenó el 4 de septiembre de 2018. El 6 de noviembre de 2018, la serie fue renovada para una segunda temporada.
En algunos países se estrenó el 5 de septiembre de 2018, en idioma original en Amazon Prime Video, y la versión doblada se estrenó el 23 de noviembre de 2018.
En mayo de 2020, la serie fue cancelada después de dos temporadas.

## Sinopsis
En un período de 12 horas cuando todos los delitos -incluidos vandalismo, asesinato, incendio y robo- son legales, ambientado en un gobierno de Estados Unidos alterado por un partido político totalitario, la serie sigue a varios personajes aparentemente sin relación que viven en una pequeña ciudad. A medida que el reloj avanza, cada personaje se ve obligado a contar su pasado a medida que descubren qué tan lejos llegarán para sobrevivir a la noche de la purga.

## Reparto

### Temporada 1

#### Principal
- Gabriel Chavarria como Miguel: un miembro de la Marina de Estados Unidos que regresa a casa en la noche de purga después de recibir un mensaje críptico de su hermana, Penélope.[7]
- Lili Simmons como Lila: una mujer joven, rica y rebelde que se niega a encajar con la multitud pro-purga. Su confianza y encanto enmascaran una vulnerabilidad que se verá expuesta a medida que trate de ocuparse de asuntos pendientes antes de que salga el sol.[8]
- Lee Tergesen como Joe: un hombre armado, enmascarado y aparentemente ordinario que conduce por la ciudad, interviniendo en actos de violencia de la purga mientras escucha las conferencias grabadas de un entrenador de vida motivacional.[8]
- Jessica Garza como Penélope: miembro de un culto de adoración a la Purga que se compromete a ser sacrificada, pero su fe se pone a prueba cuando se expone a la realidad. Es la hermana de Miguel.[7]
- Amanda Warren como Jane: una profesional de finanzas dedicada y trabajadora que está convencida de que alcanzó un punto álgido insuperable en su empresa, por lo que contrata a un asesino de purgas.[9]
- Colin Woodell como Rick: después de una vida de bootstrapping, finalmente está ascendiendo en la escala social, pero pedir favores a la élite pro-purga presenta desafíos inesperados para su matrimonio, ya que él y su esposa deben ponerse de acuerdo sobre el precio moral que pagarán para lograr el sueño americano.[9]
- Hannah Emily Anderson como Jenna: una anti-purga y dedicada a causas benéficas, que está acostumbrada a cerrar con llave en la noche de la purga. Su decisión de aventurarse por primera vez conduce a un encuentro con la violencia que la obliga a lidiar con verdades profundas sobre ella y su matrimonio.[8]

#### Recurrente
- William Baldwin como David Ryker: socio gerente de la firma de inversiones  de Jane y su jefe. Guapo, seguro de sí mismo y poderoso, David dirige a su equipo con prontitud e inteligencia. Él parece ser un gran partidario de Jane, pero de hecho puede estar obstaculizando el avance de su carrera. Él también alberga un secreto nocturno de Purga.[10]
- Fiona Dourif como Tavis: "la fría y poco convencional, la buena líder, la adorada y carismática líder del culto, dispensando bendiciones a sus seguidores aduladores".[11]
- Reed Diamond como Albert Stanton: uno de los Nuevos Padres Fundadores. Es el esposo de Ellie.

## Episodios
| Temporada | Temporada | Episodios | Episodios | Emisión original        | Emisión original        |
| Temporada | Temporada | Episodios | Episodios | Primera emisión         | Última emisión          |
| --------- | --------- | --------- | --------- | ----------------------- | ----------------------- |
|           | 1         | 10        | 10        | 4 de septiembre de 2018 | 6 de noviembre de 2018  |
|           | 2         | 10        | 10        | 15 de octubre de 2019   | 17 de diciembre de 2019 |

## Producción

### Desarrollo
Una serie de televisión sobre la formación de la Purga fue insinuada por DeMonaco. La serie se centraría en cómo los Nuevos Padres Fundadores fueron elegidos para un cargo después de derrocar al gobierno de los Estados Unidos durante un colapso económico y descontento social, en cómo ratificaron la Enmienda 28 de la Constitución de los Estados Unidos y de como idearon La Purga. El 15 de mayo de 2017, se informó que Syfy y USA Network estrenarán la serie en 2018. Thomas Kelly es showrunner.
La serie se estrenó el 4 de septiembre de 2018.

### Casting
El 26 de febrero de 2018, se anunció que Gabriel Chavarria y Jessica Garza entraron al elenco principal. El 29 de marzo de 2018, se anunció que Amanda Warren y Colin Woodell se unieron al elenco principal. El 10 de abril de 2018, se anunció que Lili Simmons, Hannah Anderson y Lee Tergesen se unieron  al elenco principal. Más tarde, el 25 de abril de 2018, se anunció que William Baldwin se unió al elenco recurrente. El 8 de mayo de 2018, se anunció que Fiona Dourif aparecería de forma recurrente.

## Lanzamiento

### Publicidad
El 28 de junio de 2018 se lanzó el primer tráiler oficial de la serie.